# Capture balistique
La capture balistique est une méthode permettant à un engin spatial de s'insérer en orbite autour d'une planète ou de la Lune sans utiliser d'ergols (dans le cas idéal) ou en utilisant très peu. Elle constitue une alternative à la méthode de transfert d'Hohman utilisée de manière traditionnelle. Son principal avantage est qu'elle permet de réduire la masse de l'engin spatial. Elle a été utilisée à plusieurs reprises par des missions spatiales lunaires.

## Description

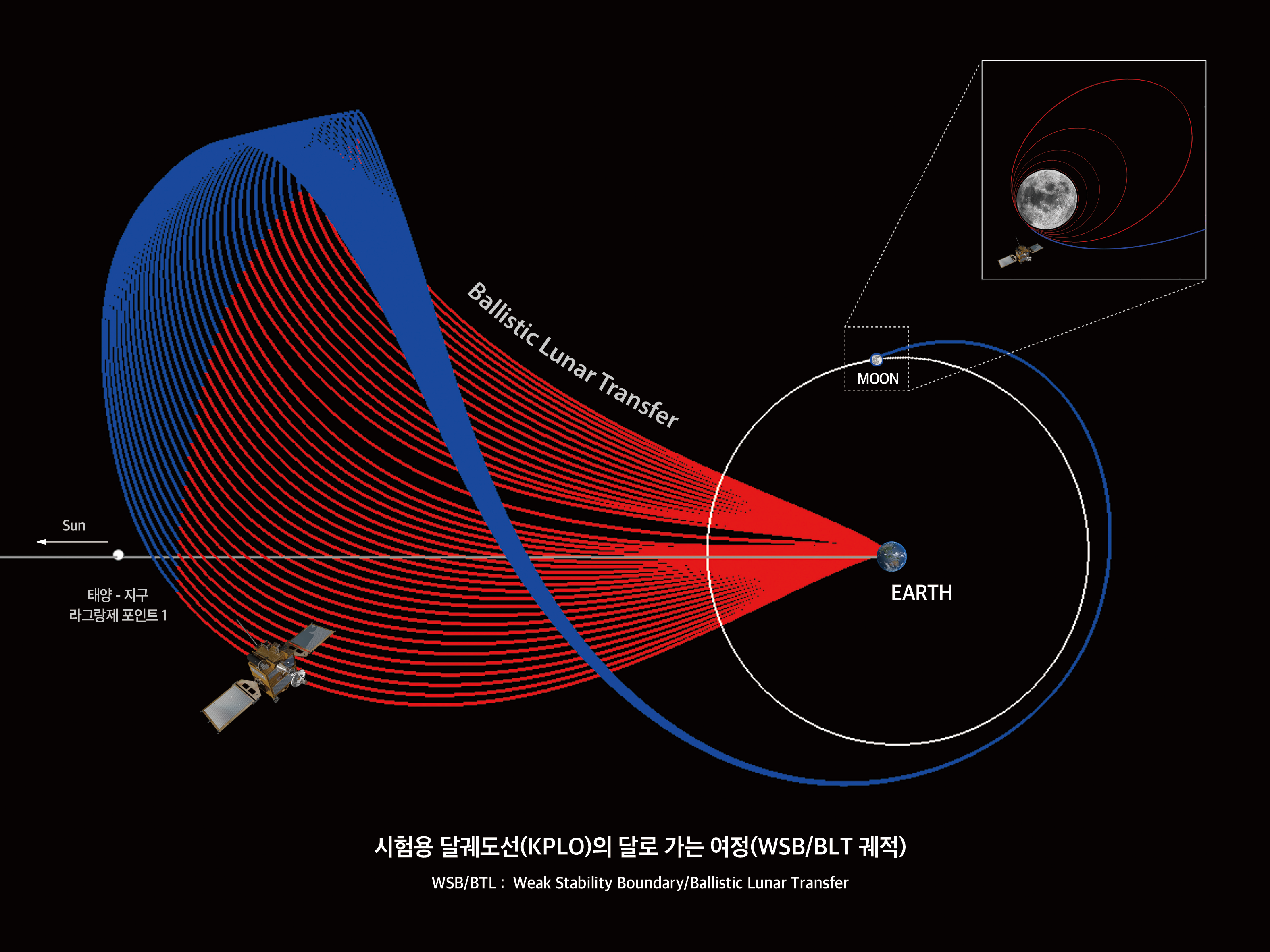
Les différentes trajectoires de transfert permettant une capture balistique de la sonde spatiale sud-coréenne Danuri par la Lune.

Pour s'insérer en orbite autour d'une planète ou d'une lune, un engin spatial doit, dans le cas d'une manœuvre orbitale traditionnelle (méthode de transfert d'Hohman), réduire sa vitesse en utilisant sa propulsion une fois qu'il a pénétré dans le champ gravitationnel de sa cible pour ne pas échapper à l'attraction de l'astre. Cette manœuvre nécessite de consommer une grande quantité d'ergols qui doit donc être emportée et minore d'autant la masse consacrée à la charge utile. Une solution alternative consiste à réaliser une manœuvre de capture balistique. L'engin spatial est placé sur une trajectoire qui le fait traverser le champ gravitationnel du corps céleste cible à une vitesse trop faible pour qu'il puisse échapper à l'attraction de celui-ci. Son insertion en orbite résulte alors d'une trajectoire purement balistique. La capture balistique est un cas particulier des méthodes de transfert à faible énergie. 
Dans le cas d'une injection en orbite autour de la Lune, la capture balistique peut utiliser l'attraction du Soleil : l'apogée de l'orbite de l'engin spatial est choisi près du point de Lagrange L1 du système Terre-Soleil, c'est-à-dire à 1,5 million de kilomètres de la Terre et au-delà de l'orbite de la Lune. Dans cette région de l'espace, l'attraction des différents astres (Soleil, Lune, Terre) est quasiment nulle et au prix d'une très faible consommation d'ergols, l'orbite de l'engin spatial peut être modifiée de manière à parvenir à une insertion orbitale autour de la Lune sur le plan orbital (inclinaison orbitale) désiré.

## Avantages et inconvénients
Le principal avantage d'une telle méthode est la réduction de la quantité d'ergols emportés et donc la diminution du coût de la mission. Pour une mission lunaire, le delta-v nécessaire au départ de l'orbite basse terrestre est réduit de 25%, ce qui permet de doubler la masse de la charge utile. Par ailleurs, la capture balistique réduit les contraintes sur la taille de la fenêtre de lancement et c'est une méthode présentant moins de risques car sa réussite ne dépend pas du bon fonctionnement de la propulsion de l'engin spatial. Son principal inconvénient est qu'elle allonge la durée du transit de l'engin spatial entre son point de départ et sa cible. Dans le cas d'une insertion autour de la Lune pourtant relativement proche de la Terre, la durée du transit passe de trois jours à plusieurs mois. Pour cette raison, elle n'a été utilisée que pour des missions lunaires. 

## Historique
La méthode de la capture balistique a été décrite pour la première fois dans un article paru en 1987. Elle a été utilisée pour la première fois en 1991 par la sonde spatiale japonaise Hiten pour s'insérer en orbite autour de la Lune.  

## Mission ayant recours à la technique de capture balistique
Les missions suivantes ont utilisé ou vont utiliser la technique de la capture orbitale : 
| Mission            | Agence                     | Date lancement | Corps céleste | Commentaire                               |
| ------------------ | -------------------------- | -------------- | ------------- | ----------------------------------------- |
| Hiten              | ISAS                       | 1991           | Lune          |                                           |
| SMART-1            | Agence spatiale européenne | 2004           | Lune          | Capture interne (apogée < orbite lunaire) |
| GRAIL              | NASA                       | 2011           | Lune          |                                           |
| BepiColombo        | Agence spatiale européenne | 2018           | Mercure       |                                           |
| CAPSTONE           | NASA                       | 2022           | Lune          |                                           |
| Danuri             | KARI                       | 2022           | Lune          |                                           |
| Hakuto-R Mission 1 | ispace                     | 2022           | Lune          |                                           |
| SLIM               | JAXA/ISAS                  | 2023           | Lune          |                                           |